# سیارک ۲۵۴۰
سیارک ۲۵۴۰ (به انگلیسی: 2540 Blok، نامگذاری:1971TH2) دو هزار و پانصد و چهلمین سیارک کشف شده‌است که در ۱۳ اکتبر ۱۹۷۱ کشف شد.
قدر مطلق سیارک برابر ۱۳٫۱۰ است.